# Den store Kærlighed
Den store Kærlighed er en amerikansk stumfilm fra 1918 af D. W. Griffith.

## Medvirkende
- George Fawcett som Josephus Broadplains
- Lillian Gish som Susie Broadplains
- Robert Harron som Jim Young
- Gloria Hope som Jessie Lovewell
- George Siegmann som Mr. Seymour